# 佐竹本三十六歌仙絵巻

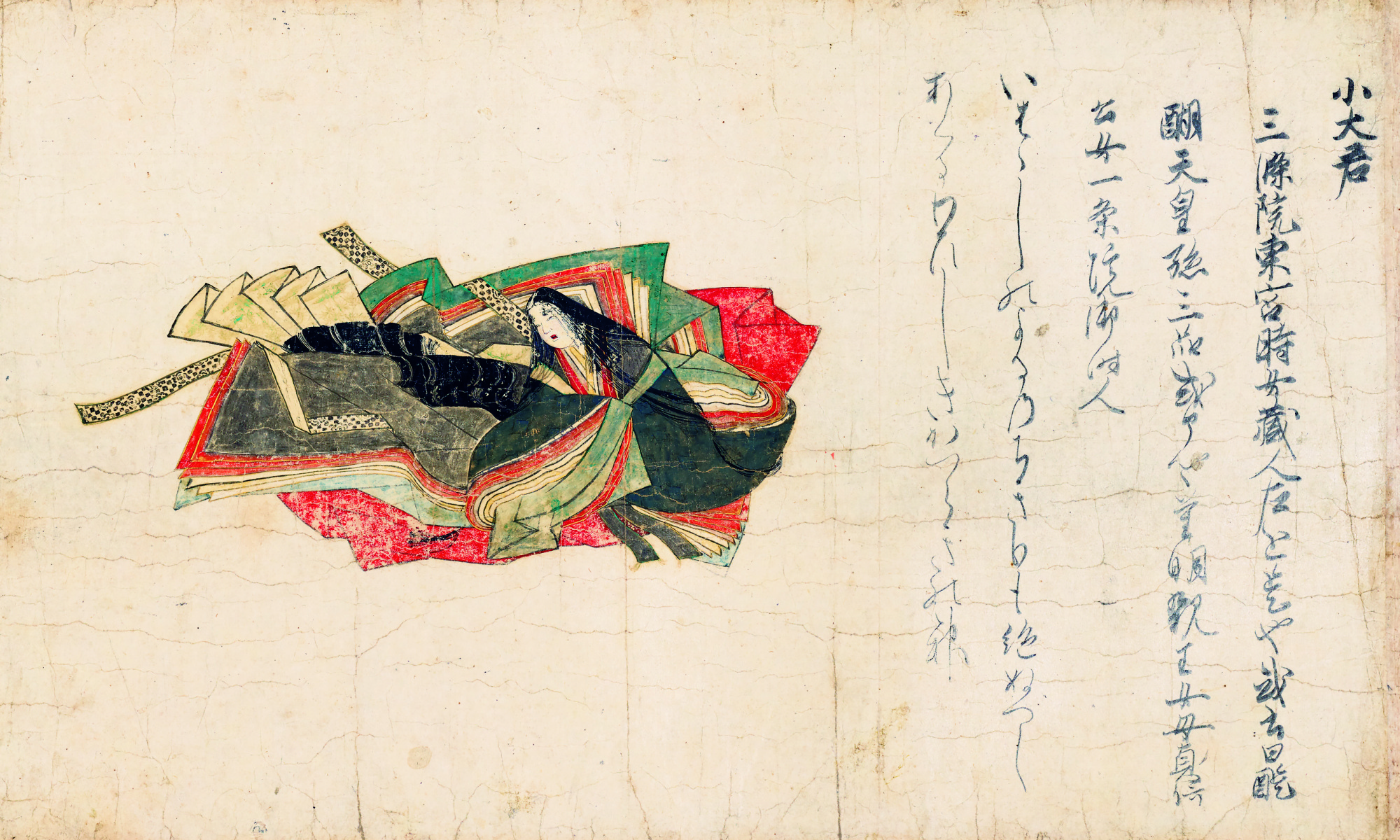
小大君（大和文華館）

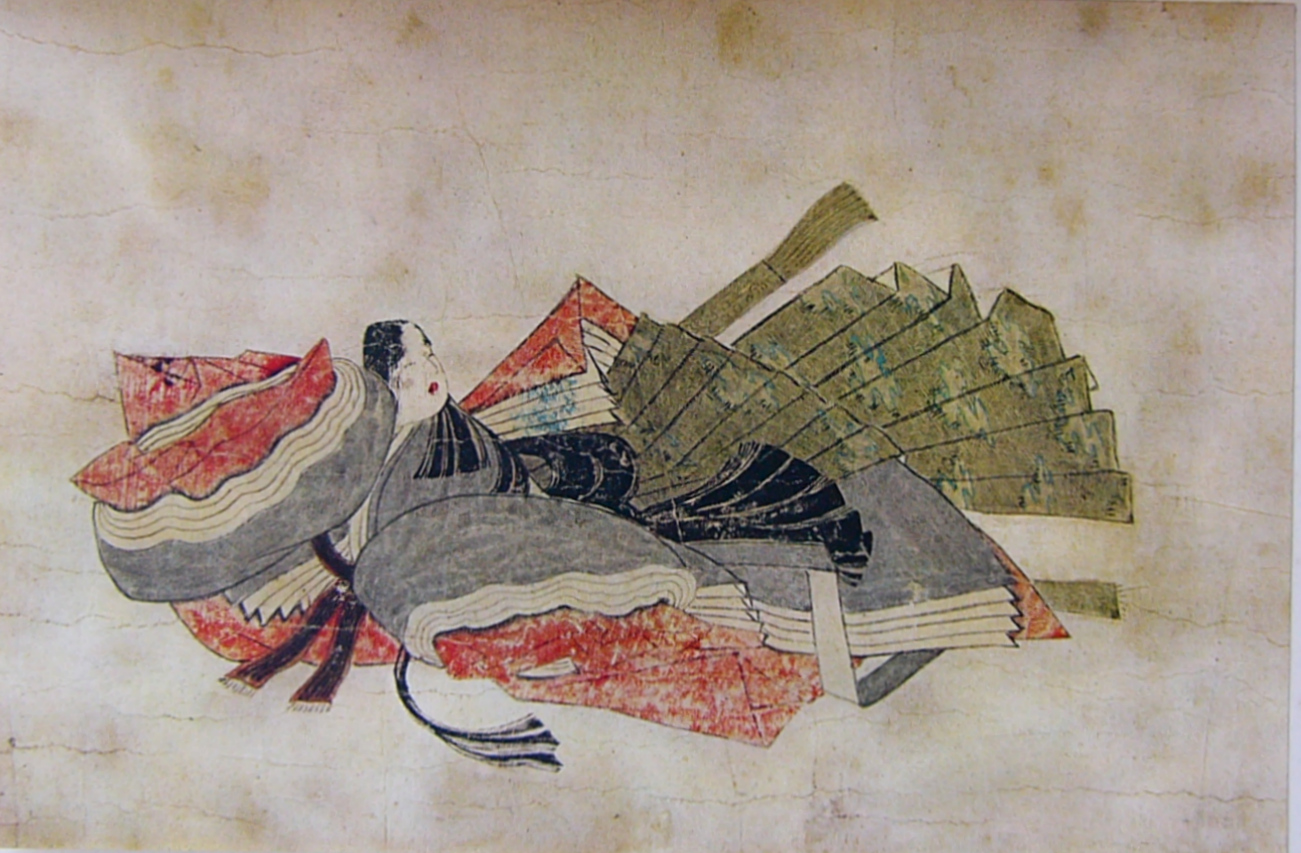
伊勢（個人蔵）

佐竹本三十六歌仙絵巻（さたけぼんさんじゅうろっかせんえまき）は、三十六歌仙を描いた絵巻物で、鎌倉時代（13世紀）に制作された。久保田藩（秋田藩）主・佐竹家に伝来した、三十六歌仙絵の草分け的存在にして、代表的な作品である。書は後京極良経、画は藤原信実によると伝わる。
元は上下2巻の巻物で、各巻に18名ずつ、計36名の歌人の肖像と住吉大明神が描かれていたが、1919年（大正8年）12月20日に各歌人ごとに切り離され、掛軸装に改められた。原型とは異なっているが、一部を除き重要文化財に指定されている。

## 概要
藤原公任（966年 - 1041年）は11世紀初め頃に私撰集『三十六人撰』を撰した。これは、『万葉集』の時代から、平安時代中期までの歌人36名の秀歌を集めて歌合形式としたもので、これら36名を後に「三十六歌仙」と称するようになった。本絵巻はこの三十六歌仙の肖像画にその代表歌と略歴を添え、巻物形式としたものである。上巻・下巻ともに18名の歌人を収録する。下巻巻頭には和歌の神とされる住吉明神（住吉大社）の景観が描かれた図があり、上巻巻頭にも、現在は失われているが、玉津姫明神または下鴨神社の景観図があったものと推定されている。

## 技法・寸法
紙本著色。元は巻子装で上下2巻からなっていたが、上述のように1919年、上巻は18枚、下巻は19枚に分割され、計37幅の掛幅装に改装されている。寸法は縦が約36センチメートル、横は各幅によって差があり一定しないが、60 - 80センチメートル前後である。
雲母の粉を散らすことで光沢が映える雲母摺り（きらずり）料紙に、画の部分は金泥・銀泥や発色の良い絵具を使って描かれている。

## 画風・作者・年代

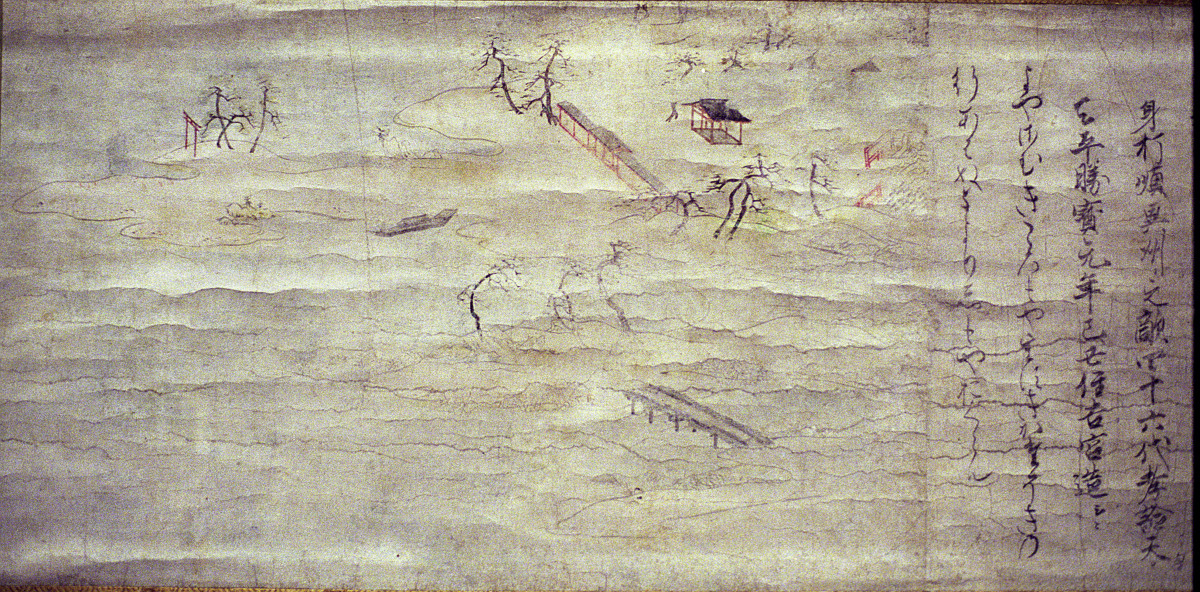
住吉明神（東京国立博物館蔵）

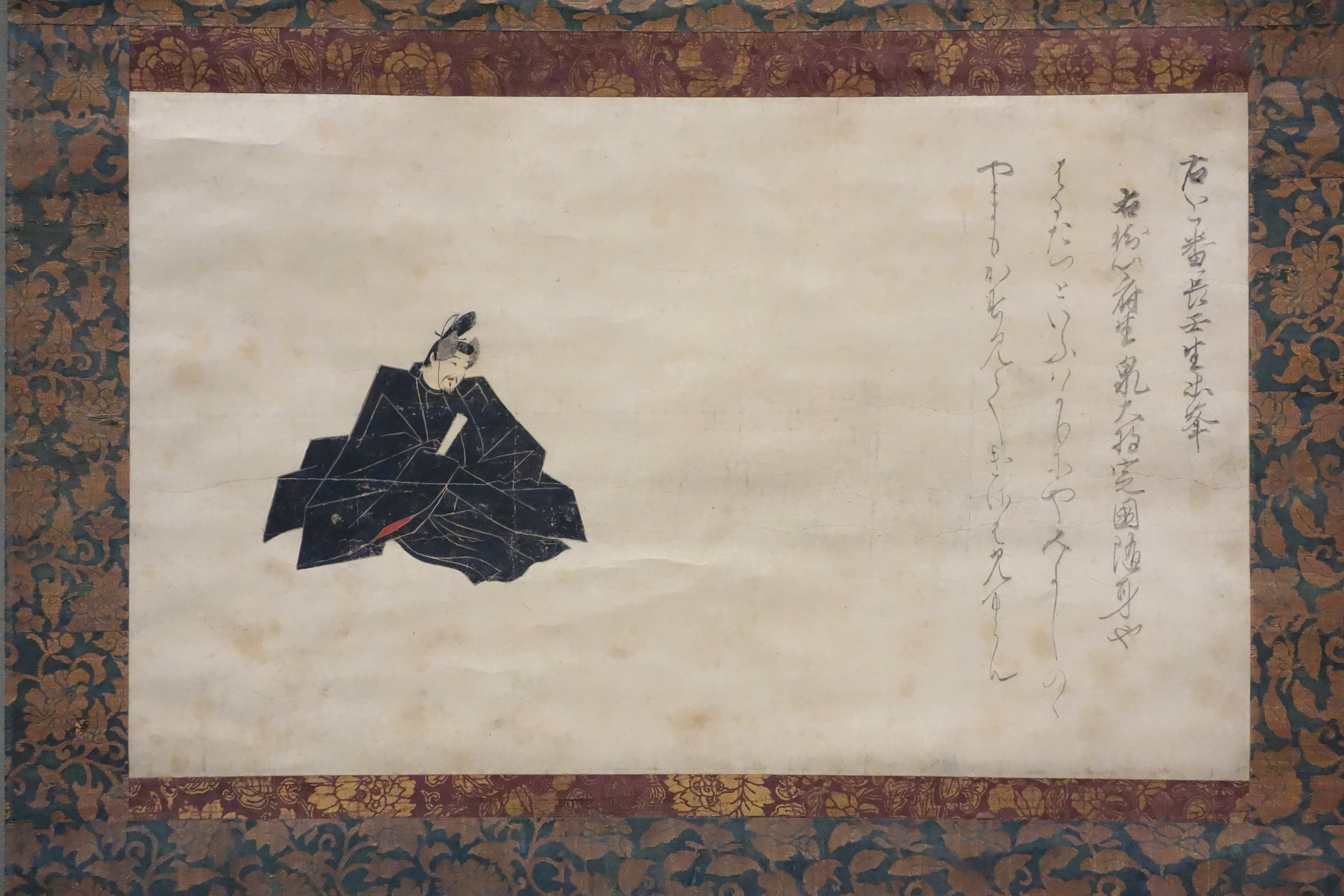
壬生忠岑像（東京国立博物館蔵）

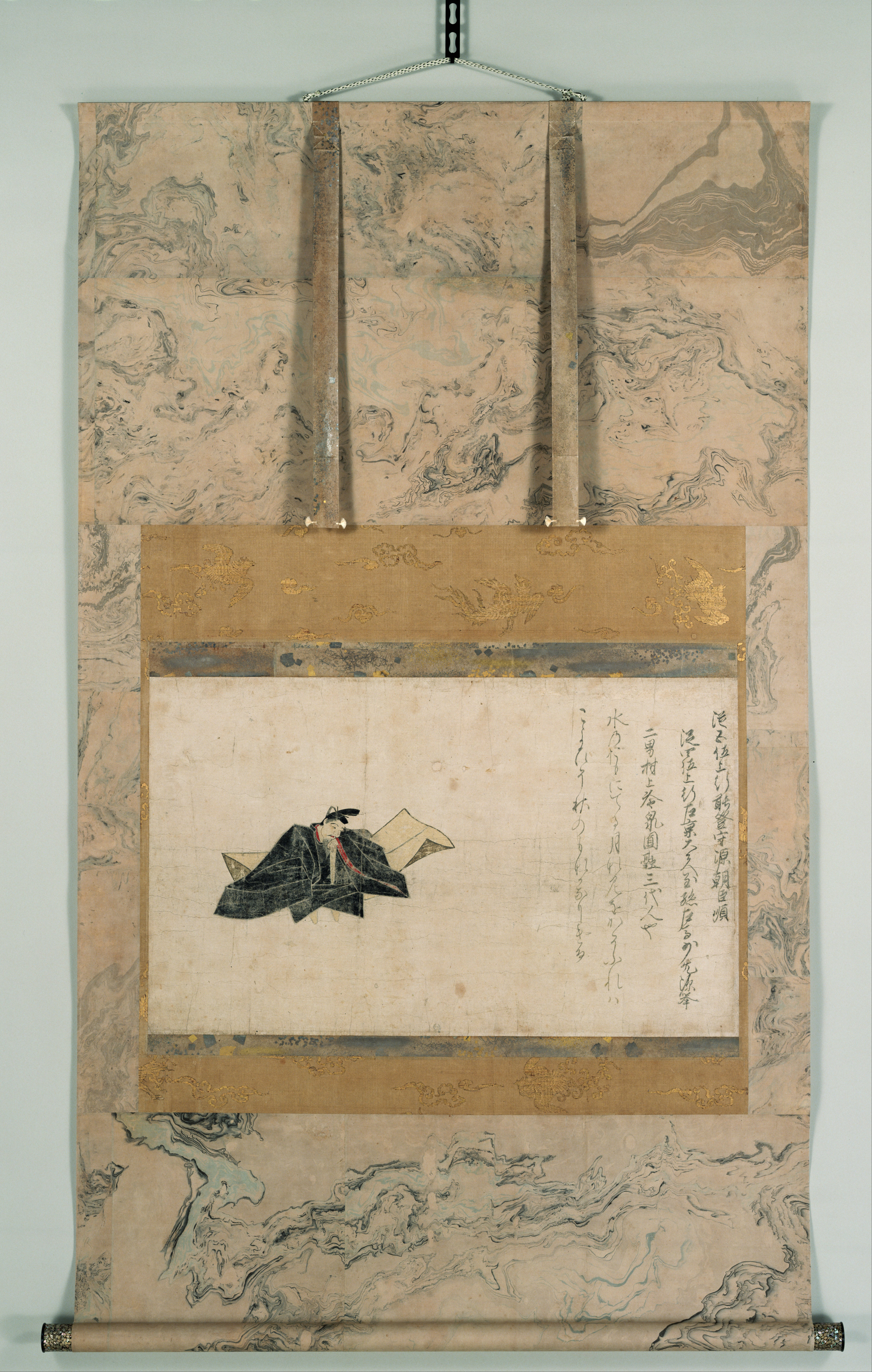
源順像（サントリー美術館）

各画面は、まず歌仙の位署（氏名と官位）を記した後、略歴を数行にわたって記し、代表歌1首を2行書きにする。それに続いて紙面の左方に歌仙の肖像を描く。上巻・下巻の構成はそれぞれ次のとおりである（歌人のフルネームは後述）。
- 上巻 - 人麿、躬恒、家持、業平、素性、猿丸、兼輔、敦忠、公忠、斎宮、宗于、敏行、清正、興風、是則、小大君、能宣、兼盛
- 下巻 - （住吉明神）、貫之、伊勢、赤人、遍照、友則、小町、朝忠、高光、忠岑、頼基、重之、信明、順、元輔、元真、仲文、忠見、中務

古来、絵の筆者は藤原信実（1176年 - 1265年）、文字の筆者は後京極良経（1169年 - 1206年）と伝承するが、確証はない。絵の筆者は数人の手に分かれており、信実筆の可能性が高い後鳥羽天皇像（水無瀬神宮蔵、国宝）よりは様式的に時代が下るものと思われる。また、文字は13世紀前半の作である承久本『北野天神縁起絵巻』（国宝）の第3巻1・2段の詞書の書風に近いことが指摘されている。以上の画風・書風の検討、また男性歌人像の装束の胸部や両袖部の張りの強さを強調した描き方などから、佐竹本の制作年代は鎌倉時代中期、13世紀と推定されている。なお、佐竹本の位署・略歴等の文字には誤字脱字の多いことが指摘されている。
描かれている歌人たちは、『万葉集』の時代から、下っても10世紀頃までの人物であり、当然ながら、現実のモデルを前に制作された肖像ではなく理想化された肖像である。画面には歌人の姿のみを描き、背景や調度品等は一切描かないのが原則であるが、中で身分の高い斎宮女御徽子のみは繧繝縁（うんげんべり）の上畳（あげだたみ）に座し、背後に屏風、手前に几帳を置いて、格の高さを表している。36名の歌人の男女別内訳は女性5名、男性31名である。女性歌人は上記の斎宮女御のほか、小大君、小野小町、中務、伊勢で、小大君、小野小町、中務は唐衣に裳の正装であるが、伊勢は唐衣を略す。女性歌人のうち、斎宮女御は慎み深く袖で顔を隠している。また、絶世の美女とされた小野小町は顔貌が見えないように後向きに描かれ、容姿については鑑賞者の想像に委ねる形となっている。
男性歌人像は束帯姿18、直衣（のうし）姿7、狩衣（かりぎぬ）姿2、褐衣（かちえ）姿2、僧侶2となっている。男性像では藤原興風、藤原朝忠は後向きの体勢で描かれ、藤原仲文は脚を立膝とするなど、単調になりがちな画面に変化をつけている。なお、凡河内躬恒の図は当初のものが失われ、江戸時代に狩野探幽筆のものに代わっている。紀貫之の文字の部分も後補である。
三十六歌仙は、近世に至るまで画帖、額絵など様々な形で絵画化され、遺品も多いが、佐竹本三十六歌仙絵巻は、上畳本三十六歌仙絵巻と並んで三十六歌仙図のうちでも最古の遺品であり、鎌倉時代の大和絵系肖像画を代表する作品と評されている。

## 伝来
旧久保田藩主・佐竹侯爵家に伝来したことから「佐竹本」と呼ばれる。大坂在住の文人・木村蒹葭堂（1736年 - 1802年）の『蒹葭堂雑録』によると、元は下鴨神社に伝来したものである。

## 絵巻の分割と所有者の変転

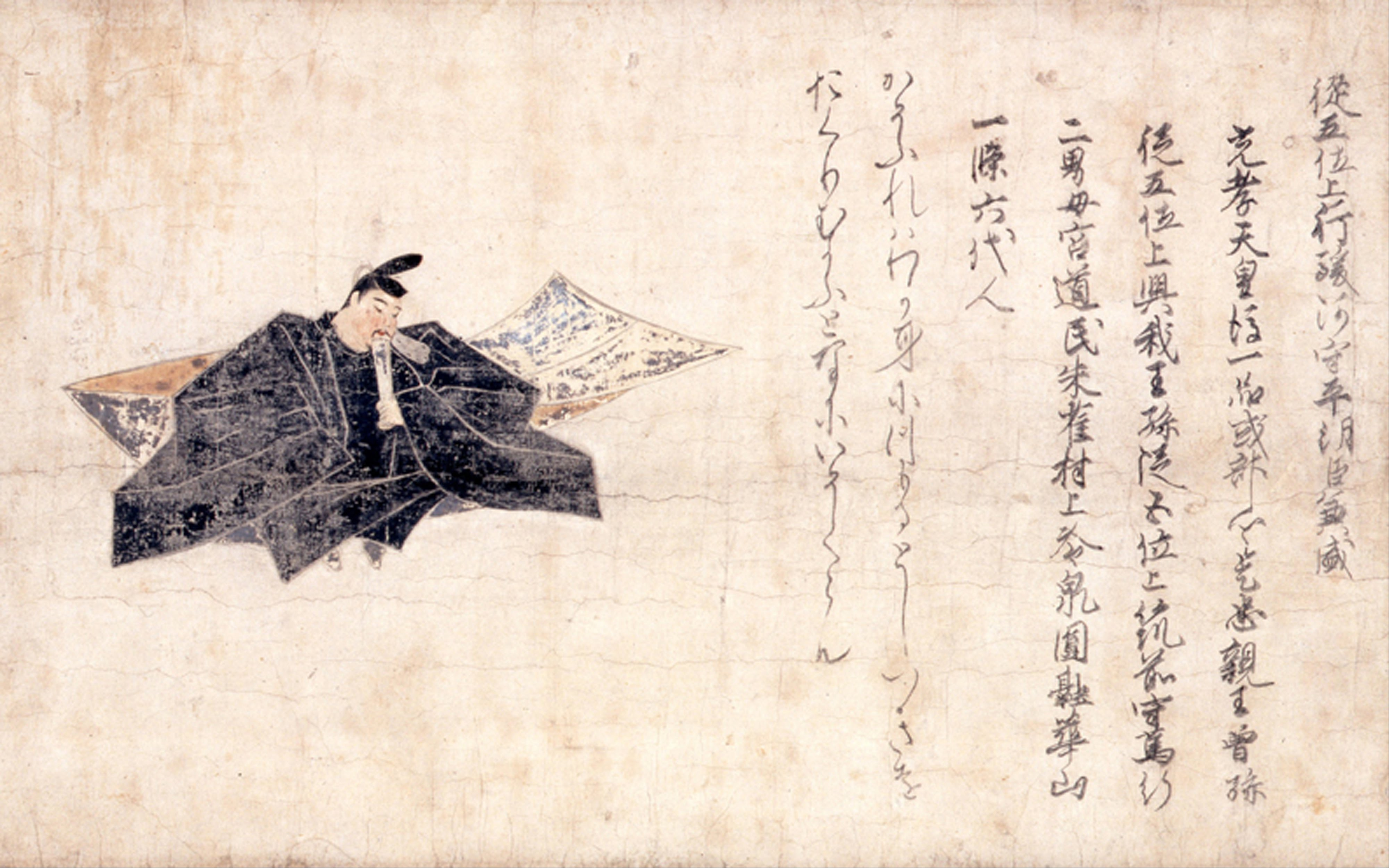
平兼盛像（MOA美術館蔵）

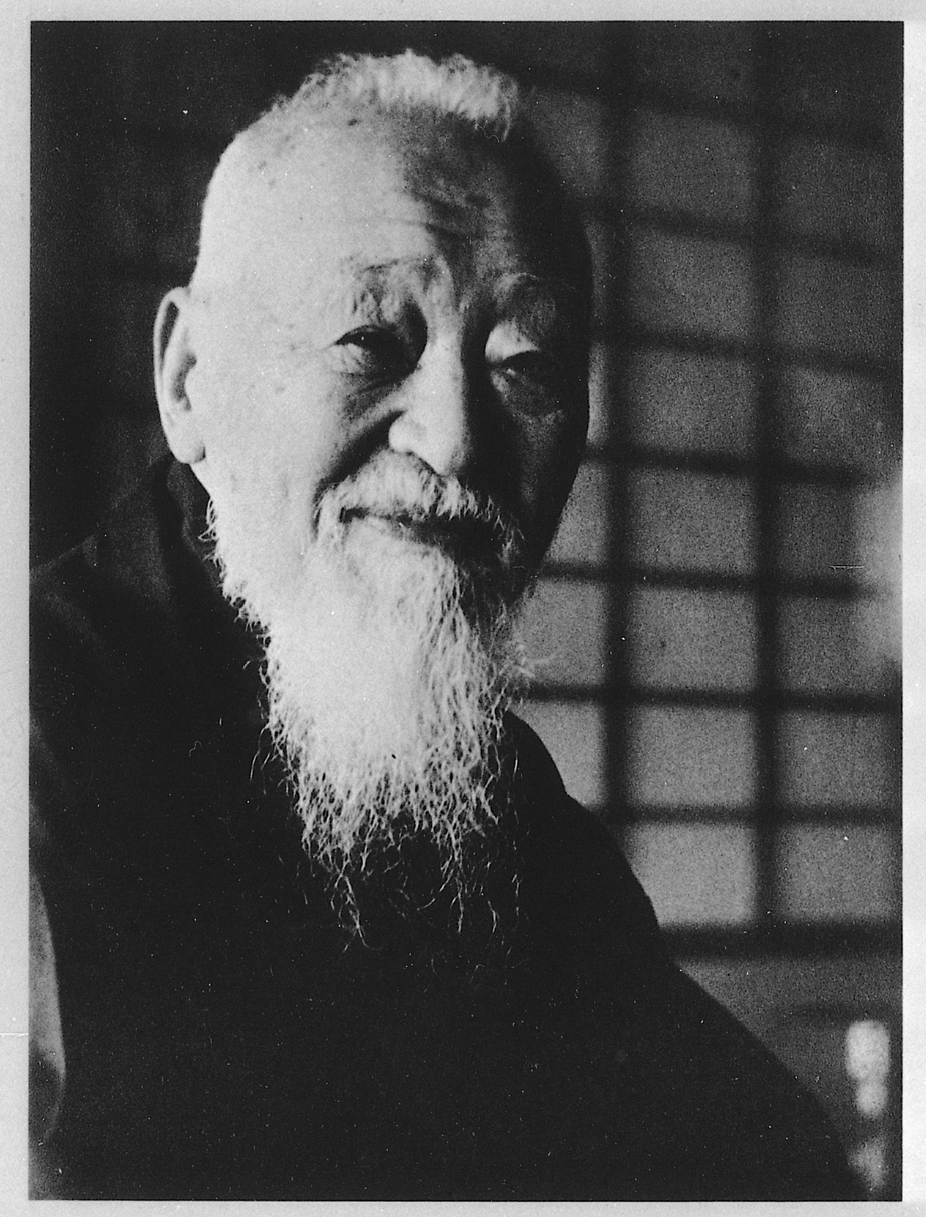
益田孝（鈍翁）

この絵巻は前述のとおり、佐竹侯爵家に伝来したものである。明治維新以降、家禄を失い多くの武家が没落したが、それは華族に列した大名家も例外ではなかった。実業家などへの転身に成功した一部を除くと多くの大名家が次第に落魄し、明治末期から昭和初期にかけて、家宝の売却などで凌がなければならない事態に追い込まれていた。佐竹家は旧領の山林を政府に献納して国有林とし、藩政期に大きな収入源であった秋田杉を失ったことで、家計を維持できなくなっていた。
1916年（大正5年）、華族世襲財産法が改正され、華族が所蔵する古美術品を売却することが許された。1917年（大正6年）11月5日、東京両国の東京美術倶楽部で佐竹家の所蔵品300点の売立てが行われ、三十六歌仙絵巻は東京と関西の古美術業者9店（札元全員）が合同で35万3000円で落札した。単純には比較できないが、当時の1万円は21世紀初頭現在の約1億円に相当するとされる。あまりの高額のため、業者1社では落札できなかったものである。同年、この絵巻を購入したのは実業家の山本唯三郎であった。山本は松昌洋行という貿易商社の社長を務め、第一次世界大戦中に海運業で財を成した人物（いわゆる「船成金」）で、朝鮮半島で大規模な虎狩りを行ったことから「虎大尽」の異名を取るなど、莫大な資産を豪快に散じる数々の武勇談が伝えられている。
第一次世界大戦の終戦による経済状況の悪化（戦後恐慌）に伴い、僅か2年後の1919年（大正8年）に山本はこの絵巻を手放さざるを得なくなった。ところが時節柄、高価な絵巻を1人で買い取れる収集家はどこにもいなかった。絵巻の買い取り先を探していた服部七兵衛・土橋嘉兵衛らの古美術商は、茶人・美術品コレクターとして高名だった実業家の益田孝（号:鈍翁）のところへ相談に行った。大コレクターとして知られた益田もさすがにこの絵巻を一人で買い取ることはできず、彼の決断で、絵巻は歌仙一人ごとに分割して譲渡することとなった。益田は実業家で茶人の高橋義雄（号:箒庵）、同じく実業家で茶人の野崎廣太（号:幻庵）を世話人とし、絵巻物の複製などで名高い美術研究家の田中親美を相談役として、三十六歌仙絵巻を37枚（下巻冒頭の住吉明神図を含む）に分割し、くじ引きで希望者に譲渡することとした。
抽選会は1919年（大正8年）12月20日、東京の御殿山（現・品川区北品川）にあった益田の自邸で行われた。抽選会が行われた建物は「応挙館」と呼ばれ、後に東京国立博物館の構内に移築されて現存している。同年12月22日付『中外商業新報』（後の『日本経済新聞』）が「画運－順次に打ち振る青竹の籤筒 遂に分かたれし三十六歌仙」と題して報じたように、くじは竹筒に入れた棒を引く方式だった。抽選会には益田自身も参加し、また、旧所蔵者の山本唯三郎にも源宗于を描いた1枚が譲渡されることになっていた。
価格は3000円からで、男性貴族や僧侶に比べて、女性の歌仙絵入手を望む参加者が多かった。益田は、三十六歌仙の中でも最も人気が高く、最高値の4万円が付けられていた「斎宮女御」の入手を狙っていた。通説では、くじ引きの結果、益田には最も人気のない「僧侶」の絵が当たってしまい、すっかり不機嫌になってしまった。それで「斎宮女御」のくじを引き当てた古美術商が、「自分の引き当てた絵と交換しましょう」と益田に提案し、益田は「斎宮女御」を入手して満足そうであったという。
なお、益田が引いた僧侶は素性法師とされる。もっとも、翌12月21日付『東京朝日新聞』による本件の報道を見ると、益田が最初に引き当てたのは僧侶像ではなく「源順像」だったことになっており、細かい点についての真相は不明である。
これら37分割された歌仙像は、その後も社会経済状況の変化、第二次世界大戦終了後の社会の混乱等により、次々と所有者が変わり、公立・私立の博物館・美術館の所蔵となっている作品も多い。1984年（昭和59年）11月3日、三十六歌仙絵巻の分割とその後の流転をテーマにしたドキュメンタリー番組『絵巻切断－秘宝36歌仙の流転－』がNHKテレビで放送され、関連書籍が発行されたことにより、この件はさらなる注目を浴びることとなった。1986年（昭和61年）には、当時東京・赤坂にあったサントリー美術館で「開館25周年記念展 三十六歌仙絵」が開催され、佐竹本三十六歌仙絵37点のうち20点が出品された。個人蔵となっている三十六歌仙絵もあり、サントリー美術館で展覧会を担当した榊原悟は、29点の所蔵者に協力を依頼したものの、了承を得られたのが20点分だったと回想している。榊原は、絵巻物の分割は文化財保護を重視する現代から見れば「とんでもない話」であるが、多くの人が鑑賞する機会を広げた面もあると語っている。
2019年（令和元年）10月12日 - 11月24日には京都国立博物館にて特別展「流転100年 佐竹本三十六歌仙絵と王朝の美」が開催され、佐竹本三十六歌仙絵巻の断簡37点のうち、躬恒、猿丸、斎宮、清正、伊勢、中務を除く31点が出展された。

## 佐竹本三十六歌仙絵巻断簡の一覧
分割が行われた1919年（大正8年）当時の所有者と現所蔵先は、注記を除いて、主に参考文献に挙げた『秘宝三十六歌仙の流転 絵巻切断』による。
| 歌仙名     | 1919年当時所有者                        | 現所蔵先                                   | 文化財指定 | 備考                         |
| ---------- | --------------------------------------- | ------------------------------------------ | ---------- | ---------------------------- |
| 柿本人麿   | 森川勘一郎                              | 出光美術館                                 | 重要文化財 |                              |
| 凡河内躬恒 | 横井庄太郎（古美術商）                  | 個人蔵                                     | 未指定     | 江戸時代の補作（狩野探幽筆） |
| 大伴家持   | 岩原謙三（芝浦製作所社長）              | 個人蔵                                     | 重要文化財 |                              |
| 在原業平   | 馬越恭平（大日本麦酒社長）              | 湯木美術館                                 | 重要文化財 | 重文指定は2000年             |
| 素性法師   | 野崎廣太（中外商業新報社長）            | 個人蔵                                     | 重要文化財 |                              |
| 猿丸大夫   | 船橋理三郎（株屋）                      | 個人蔵                                     | 未指定     |                              |
| 藤原兼輔   | 染谷寛治（鐘淵紡績重役）                | 個人蔵                                     | 重要文化財 |                              |
| 藤原敦忠   | 團琢磨（三井合名会社理事長）            | 個人蔵                                     | 重要文化財 |                              |
| 源公忠     | 藤田彦三郎（藤田組）                    | 相国寺承天閣美術館                         | 重要文化財 |                              |
| 斎宮女御   | 益田孝（三井物産社長）                  | 個人蔵                                     | 重要美術品 |                              |
| 源宗于     | 山本唯三郎（松昌洋行社長）              | 個人蔵                                     | 重要文化財 |                              |
| 藤原敏行   | 関戸守彦                                | 個人蔵                                     | 重要文化財 |                              |
| 藤原清正   | 藤田徳次郎（藤田組）                    | 個人蔵                                     | 未指定     |                              |
| 藤原興風   | 大辻久一郎                              | メナード美術館                             | 重要文化財 |                              |
| 坂上是則   | 益田英作（益田孝の弟）                  | 文化庁保管                                 | 重要文化財 |                              |
| 小大君     | 原富太郎（生糸貿易商）                  | 大和文華館                                 | 重要文化財 |                              |
| 大中臣能宣 | 高橋彦次郎（相場師）                    | サンリツ服部美術館                         | 重要文化財 |                              |
| 平兼盛     | 土橋嘉兵衛（古美術商）                  | MOA美術館                                  | 重要文化財 |                              |
| 住吉明神   | 津田信太郎                              | 東京国立博物館                             | 重要文化財 |                              |
| 紀貫之     | 服部七兵衛（古美術商）                  | 耕三寺博物館                               | 重要文化財 | 詞の部分は後補               |
| 伊勢       | 有賀長文（三井合名会社理事）            | 個人蔵                                     | 重要文化財 |                              |
| 山部赤人   | 藤原銀次郎（王子製紙社長）              | 個人蔵                                     | 未指定     |                              |
| 僧正遍照   | 小倉常吉（小倉石油社長）                | 出光美術館                                 | 重要文化財 |                              |
| 紀友則     | 野村徳七（野村財閥創始者）              | 野村美術館                                 | 重要文化財 |                              |
| 小野小町   | 石井定七（相場師）                      | 個人蔵（東京国立博物館寄託）               | 重要文化財 |                              |
| 藤原朝忠   | 小林寿一                                | 個人蔵                                     | 重要文化財 |                              |
| 藤原高光   | 児島嘉助（古美術商）                    | 逸翁美術館                                 | 重要文化財 |                              |
| 壬生忠岑   | 西川荘三                                | 東京国立博物館                             | 重要文化財 |                              |
| 大中臣頼基 | 益田信世（益田孝の子）                  | 遠山記念館                                 | 重要文化財 |                              |
| 源重之     | 嶋徳蔵（大阪株式取引所理事長）          | リードケミカル株式会社（秋水美術館の母体） | 重要文化財 |                              |
| 源信明     | 住友吉左衛門（15代）（住友銀行創設者）  | 泉屋博古館                                 | 重要文化財 |                              |
| 源順       | 高橋義雄（三越呉服店理事）              | サントリー美術館                           | 重要文化財 |                              |
| 清原元輔   | 高松定一（3代）（名古屋商工会議所会頭） | 五島美術館                                 | 重要文化財 |                              |
| 藤原元真   | 嘉納治兵衛（7代目）（白鶴醸造）         | 文化庁保管                                 | 重要文化財 |                              |
| 藤原仲文   | 鈴木馬左也（住友総理事）                | 北村美術館                                 | 重要文化財 |                              |
| 壬生忠見   | 塚本與三次                              | 個人蔵                                     | 重要文化財 |                              |
| 中務       | 山田徳次郎                              | サンリツ服部美術館保管                     | 重要文化財 |                              |

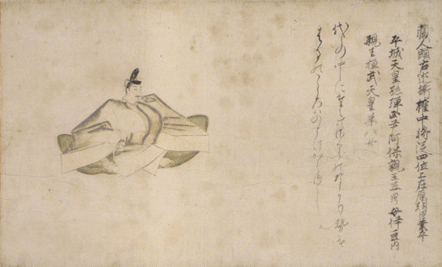
在原業平（湯木美術館）
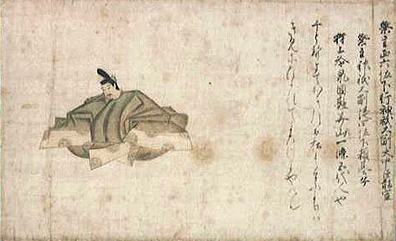
大中臣能宣（サンリツ服部美術館）
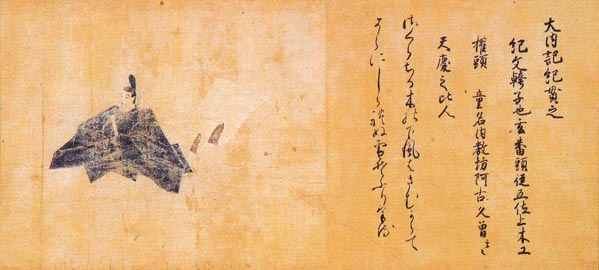
紀貫之（耕三寺）（詞の部分は後補）
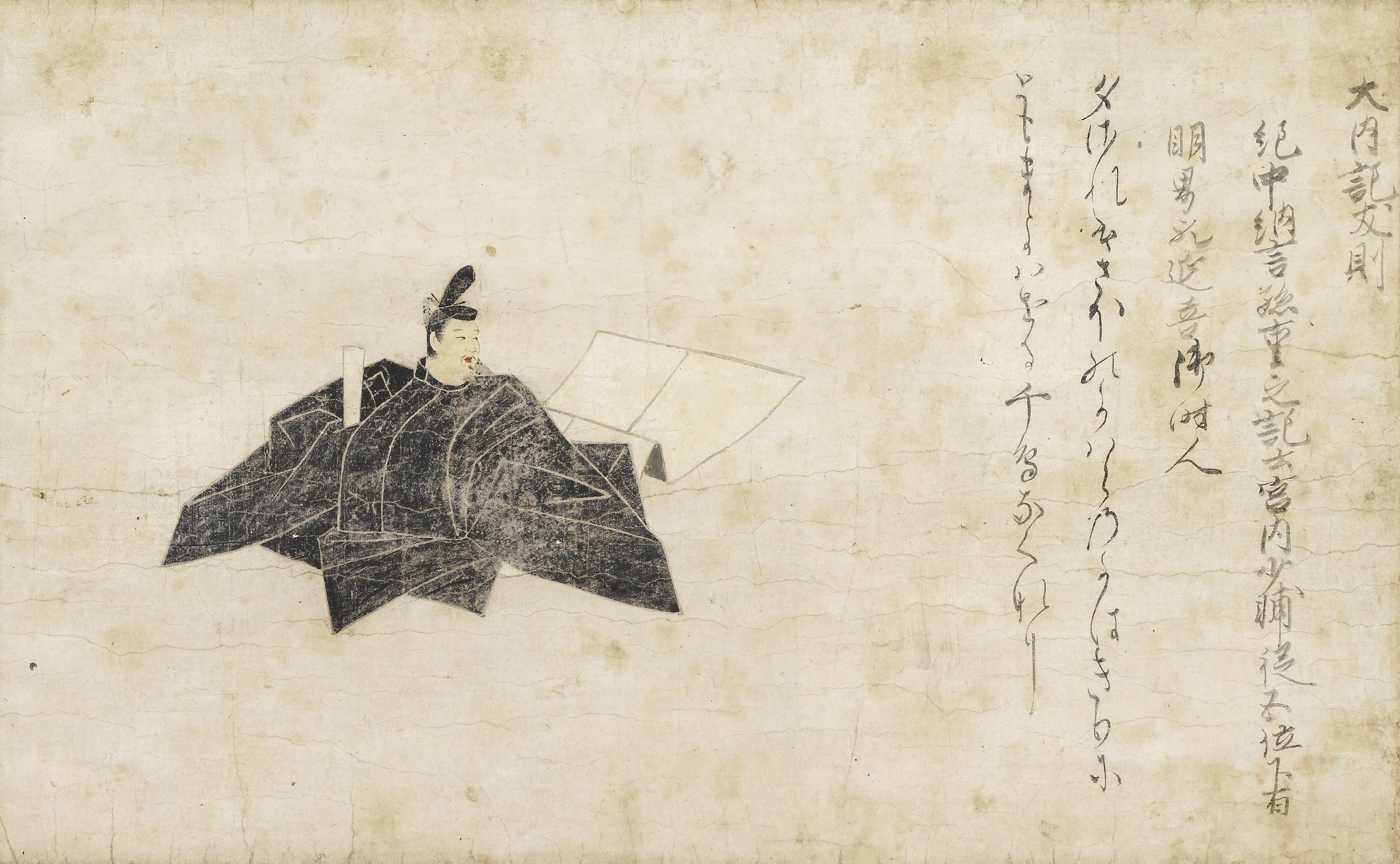
紀友則（野村美術館）
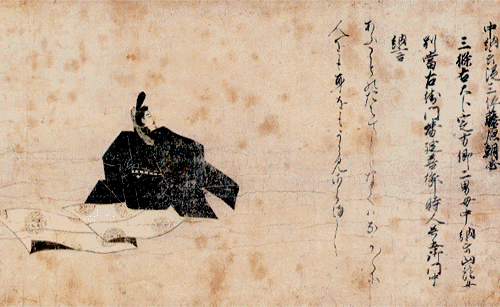
藤原朝忠（個人蔵）
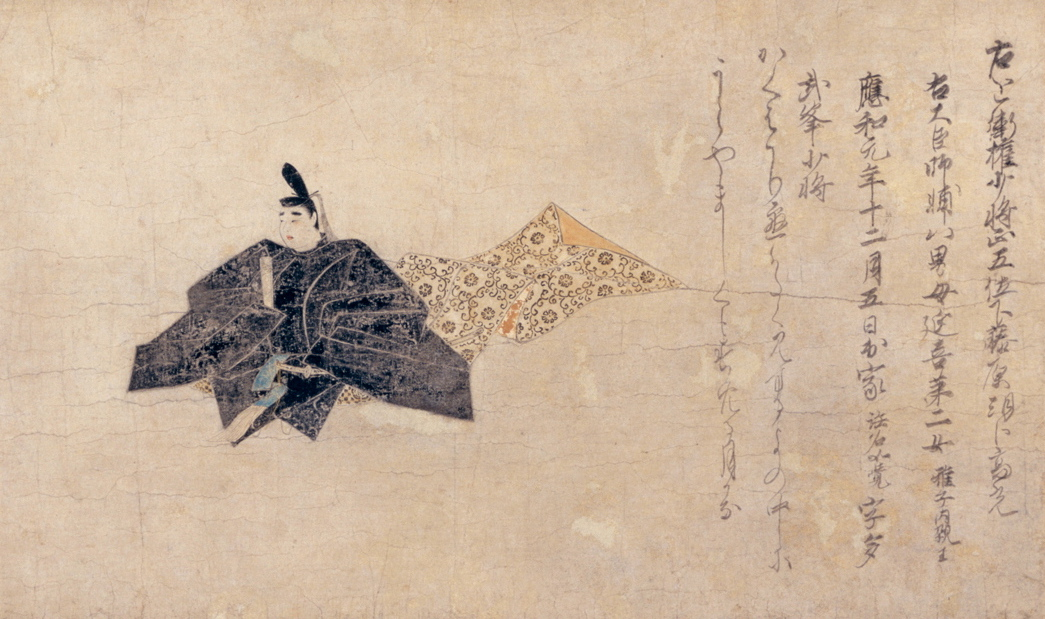
藤原高光（逸翁美術館）
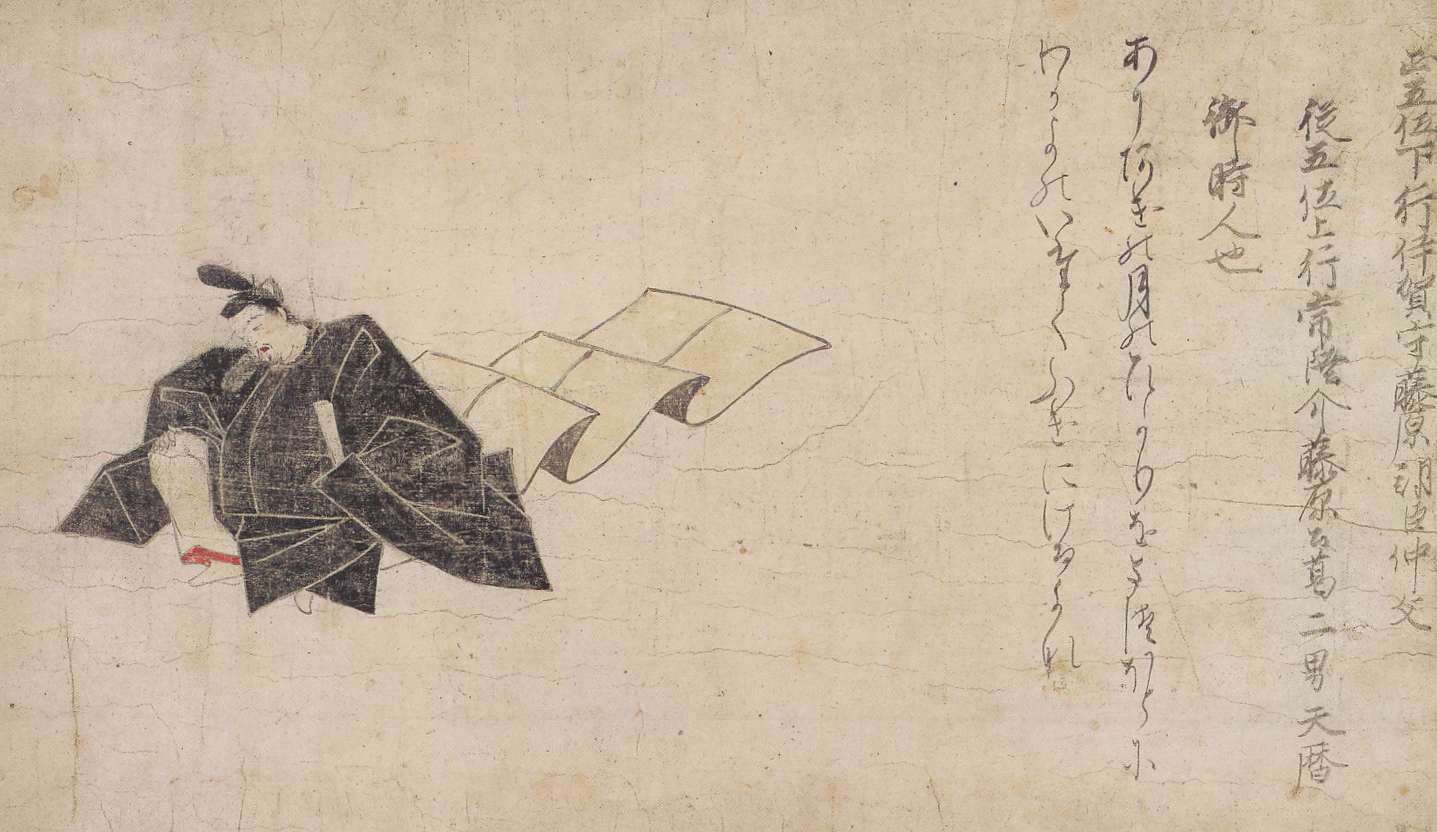
藤原仲文（北村美術館）
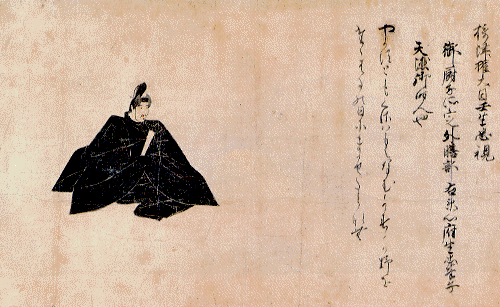
壬生忠見（個人蔵）